# Караваєв Арсеній Васильович
Карава́єв Арсеній Васильович (*28 березня 1903, присілок Кипка — †2 квітня 1970) — удмуртський державний діяч.

## Біографія
Арсеній Васильович народився в присілку Кипка Глазовського повіту (сучасний Глазовський район Удмуртії). Освіта середня. До 1919 року працював у господарстві батька. 1921 року та у 1923—1925 роках був учнем Вотської обласної радянсько-партійної школи. У 1925—1926 роках служив у Червоній армії. У 1927—1929 роках навчався у Казанському комуністичному університеті.

## Політична діяльність
Караваєв як політик обіймав такі посади:
- голова Кипкинської сільської ради (1919—1921)
- секретар Юкаменського волосного комітету РКСМ (1921—1925)
- інструктор Глазовського повітового комітету ВЛКСМ (1925)
- пропагандист Можгинського повітового комітету ВКП(б) (1926-1927)
- завідувач Вотської обласної радянсько-партійної школи (1929-1931)
- заступник завідувача культурно-пропагандистського відділу Удмуртського обласного комітету ВКП(б) (1931-1932)
- секретар Вавозького районного комітету ВКП(б) (1932—1933)
- секретар Можгинського районного комітету ВКП(б) (1933—1938)
- секретар Сарапульського районного комітету ВКП(б) (1938—1939)
- секретар Сарапульського міського комітету ВКП(б) (1939)
- завідувач організаційно-інструкторським відділом Удмуртського обласного комітету ВКП(б) (1939—1940)
- другий секретар Удмуртського обласного комітету ВКП(б) (1940—1952)
- голова Верховної ради Удмуртської АРСР (10 квітня 1941 — 19 серпня 1952)
- голова президії Верховної ради Удмуртської АРСР (19 серпня 1952 — березень 1959)